# ダニエル・バーンスタイン
ダニエル・ジュリアス・バーンスタイン（英語: Daniel Julius Bernstein, 1971年10月29日 - ）は、イリノイ大学シカゴ校の数学及び暗号学教授で、qmailやdjbdnsなどのネットワーク基幹ソフトウェアの開発者でもある。djbとも呼ばれる。
これまでに作成したソフトウェアは、当初、コンパイル済みでのバイナリでの再配布は一部条件下でのみ許可をしていた。2007年冬、作成したソフトウェアの大半をパブリックドメインとしている。

## 主な業績
- セキュアなソフトウェアの作成
  - qmail
  - djbdns
  - ucspi-tcp
  - daemontools
  - publicfile
- 技術提案
  - SYN cookies
  - Salsa20およびChaCha20
  - Poly1305
  - Ed25519
- ライブラリ
  - cdb